# Olof Anderson i Hasselbol
Olof Anderson (i riksdagen kallad Anderson i Hasselbol), född 7 september 1842 i Ransäter, död 28 mars 1932 i Stockholm, var en svensk lantbrukare och politiker (liberal). 
Olof Anderson, som kom från en bondesläkt, var lantbrukare i Hasselbol i Alster, där han också var kommunalnämndens ordförande 1885–1896. 
Anderson var riksdagsledamot i andra kammaren 1887–1908 för Ölme, Visnums och Väse häraders valkrets. I riksdagen tillhörde han Gamla lantmannapartiet 1888–1894 och Lantmannapartiet 1895–1896, varefter han betecknade sig som vilde 1897 innan han 1898 anslöt sig till Bondeska diskussionsklubben som 1900 uppgick i Liberala samlingspartiet. Han var bland annat suppleant i konstitutionsutskottet 1891–1894 och i statsutskottet 1900–1908. Som riksdagsledamot engagerade han sig främst i landsbygdsbefolkningens situation, till exempel i skattefrågor. Han skrev i riksdagen 25 egna motioner och motionerade om ändring i resereglementet, försäljning av brännvin, tullar, skatter och införande av villkorliga straffdomar. Under flera år motionerade han om befrielse från skyldighet att deltaga i byggande o underhåll av kyrka, prästgård, tingshus o häradsfängelse också upprepade gånger mot tvånget att delta i byggande och underhåll av kyrka, prästgård och andra offentliga byggnader på landsbygden, införande av villkorliga straffdomar.